# Kurs’90
Kurs '90 (Курс’90) — компьютерная система бронирования и продажи железнодорожных билетов, созданная в конце 80-х годов XX в. для Deutsche Bundesbahn. Используется также Польскими железными дорогами.
Центральным элементом системы является сервер Тандем. Обмен изначально производился на основе модемов с использованием протокола X.25 (сеть KOLPAK). В настоящее время связь осуществляется с использованием протокола IP, а также через X.25 через специальный шлюз AIN.
Курс’90 связан с другими системами бронирования в Европе.